# Dyplolabia afzelii
Dyplolabia afzelii är en lavart som först beskrevs av Erik Acharius, och fick sitt nu gällande namn av A. Massal. Dyplolabia afzelii ingår i släktet Dyplolabia och familjen Graphidaceae.   Inga underarter finns listade i Catalogue of Life.